# لاردکانس
لاردکانس (به اسپانیایی: Llardecáns) یک منطقهٔ مسکونی در اسپانیا است که در سگریا واقع شده‌است. لاردکانس ۶۶٫۰ کیلومتر مربع مساحت دارد ۳۹۷ متر بالاتر از سطح دریا واقع شده‌است.